# IFR Aspid
IFR Aspid es el primer modelo de la empresa española IFR Automotive dedicada a la fabricación de automóviles de diseño propio presentado en el Salón del automóvil de Ginebra en 2008.
Se esperaba que este primer modelo, el Aspid, fuera puesto a la venta para el 2009.
Hubo dos variantes: el Aspid Sport de 270 CV y el Aspid SuperSport de 402 CV. Se espera que esté homologadas para circular por carretera.

## Especificaciones del IFR Aspid
- Motor: 2.0l de cuatro cilindros
- Potencia: 270 a 402 cv
- Aceleración de 0 a 100 km/h: 2,8 segundos[3]